# Fayella
Fayella és un gènere d'amfibi prehistòric extint que visqué entre el Roadià i el Capitanià. Se n'han trobat restes fòssils a Oklahoma (Estats Units).